# دومينيك لانجفان
دومينيك لانجفان (بالفرنسية: Dominique Langevin)‏ هي فيزيائية وكيميائية فرنسية، ولدت في 24 يوليو 1947 في أنغوليم في فرنسا.